# Охтирський повіт
Охтирський повіт — історична адміністративно-територіальна одиниця Харківської губернії Російської імперії. Адміністративний центр — місто Охтирка.

## Підпорядкування
- Утворений 1780 року за указом імператриці Катерини II від 25 квітня у складі новоствореного Харківського намісництва (замість першої Слобідсько-Української губернії).
- 1796 року за указом імператора Павла I від 12 грудня увійшов до складу поновленої Слобідсько-Української губернії.
- 1835 назву губернії змінено на Харківську.
- 1923 року за адміністративною реформою повіт ліквідовано, переважна частина території увійшла до складу Богодухівської округи.

## Історія
У 1918 році згідно з адміністративно-територіальним поділом Української Народної Республіки частково входив до Землі Полтавщина із земським центром у Полтаві.

## Географія

### Розташування
Охтирський повіт знаходився в західній частині губернії, займав близько 2441 версти² (254 341 десятина).

## Населення
За даними перепису 1897 року кількість мешканців становила 161 243 особи (81 313 чоловічої статі та 79 930} — жіночої).

## Господарка

### Землеробство
Ґрунти повіту переважно чорноземні. Цінність землі досить висока зумовлена також значним населенням.
Головна річка — Ворскла.

## Адміністративний поділ
Станом на 1913 рік у повіті було 12 волостей:
- Більчанська;
- Боромлянська;
- Дернівська;
- Кириківська;
- Котелевська;
- Краснопільська;
- Охтирська;
- Покровська;
- Ряснянська;
- Славгородська;
- Тростянецька;
- Хухрянська
- та місто Охтирка із передмістям Городіївка